# 서울 호압사 석조약사여래좌상
서울 호압사 석조약사여래좌상(서울 虎壓寺 石造藥師如來坐像)은 서울특별시 금천구 호압사에 있는 석조 약사여래 좌상이다. 2000년 4월 10일 서울특별시의 문화재자료 제8호 석약사불좌상(石藥師佛坐像)로 지정되었다.

## 개요
서울시 금천구 호압사에 있는 석불 좌상이다.
머리에는 작은 소라 모양의 머리칼(나발)을 촘촘하게 표현하였으며, 정수리에 있는 상투 모양의 머리묶음(계주)은 낮은 모습이다. 얼굴은 넓은 사각형으로 약간의 양감이 표현되어 있다. 양손은 앞에 모아 약그릇을 들고 있는데, 이를 통해 약사여래를 표현한 것임을 알 수 있다.
체구의 표현과 왼팔의 옷주름, 가슴의 띠매듭 등은 조선 전기 불상의 특징을 잘 드러내고 있는 모습이다.

## 사진

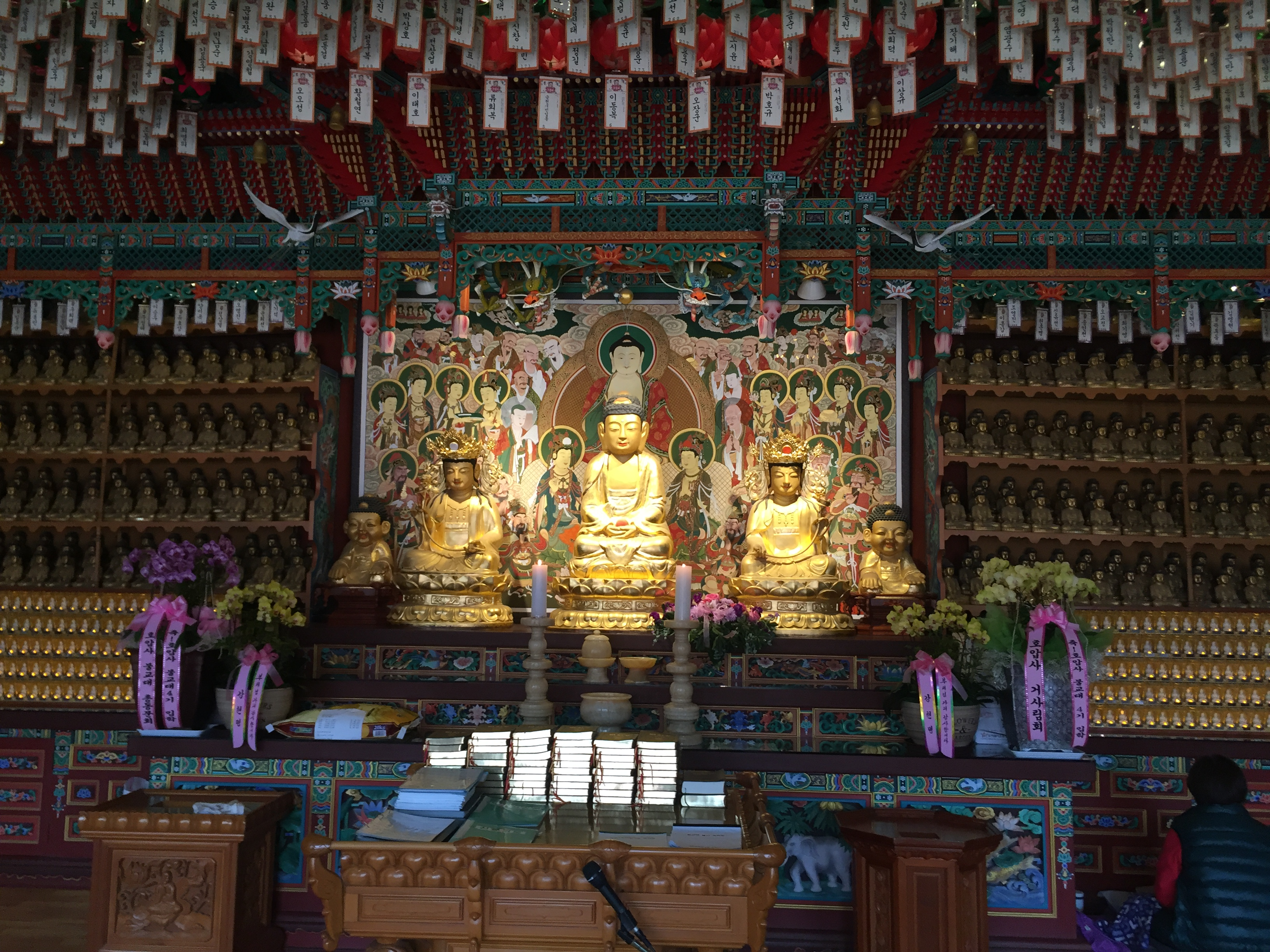
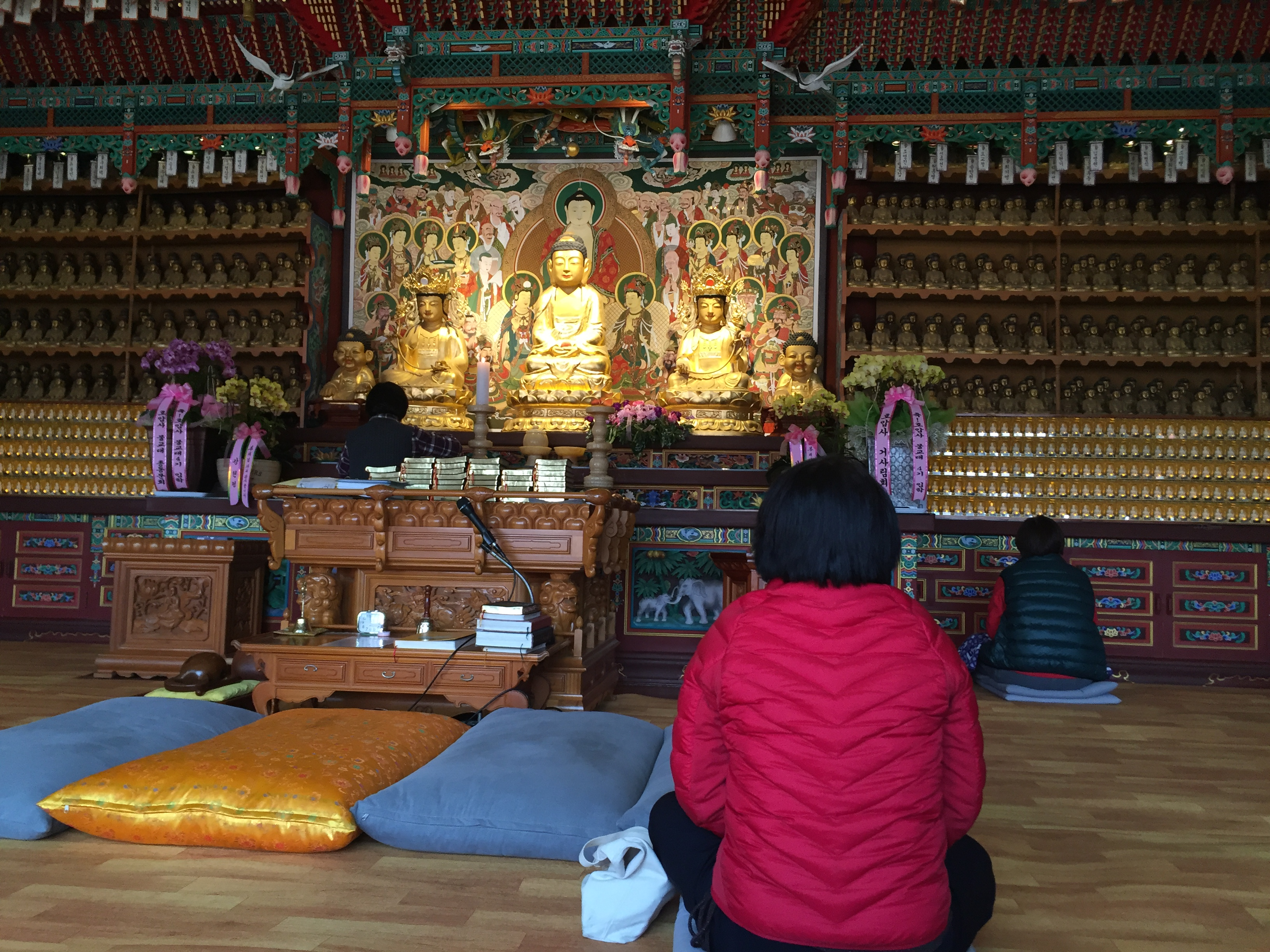

## 참고 자료
- 호압사 석불좌상(약사불) - 국가유산청 국가유산포털